# Памятник Пономаренко
Памятник Пономаренко — памятник композитору, Народному артисту СССР (1990) Григорию Фёдоровичу Пономаренко в городе Краснодаре.
Памятник расположен по адресу: г. Краснодар, ул. Красная, 55.

## История
Композитор Григорий Фёдорович Пономаренко (1921—1996) с 1972 года жил в городе Краснодаре по адресу: ул. Красная д. 204 кв. 80. Композитор написал пять оперетт, духовную музыку «Всенощное бдение», концерты для баяна с оркестром, множество песен (Оренбургский пуховый платок; Ивушка; Не жалею, не зову, не плачу) и др. — всего около 970 произведений. 7 января 1996 года Григорий Фёдорович погиб в автокатастрофе. Похоронен в Краснодаре на Славянском кладбище. В Краснодаре было решено поставить памятник композитору. Был объявлен открытый конкурс, в котором принимали участие 12 творческих коллективов. Победителем стали краснодарские мастера — скульптор Ольга Яковлева и архитектора Юрий Субботин.
Памятник в гипсе ваялся около двух лет, а после утверждения был отлит из бронзы в Минске.
14 сентября 2002 года в сквере на улице Красной, где жил композитор состоялось открытие памятника композитору Григорию Федоровичу Пономаренко. На открытии присутствовали друзья, родственники и поклонники творчества композитора. Открывали памятник исполнительница песен Г. Пономаренко Людмила Зыкина и супруга Вероника Журавлева

## Технические данные
На памятнике изображен композитор Григорий Фёдорович Пономаренко сидящим на камне в костюме. На камне выполнена надпись: «Народный артист СССР Пономаренко Григорий Фёдорович».
Рядом с ним находится баян. На баян композитор положил левую руку. Памятник выполнен из бронзы. Авторы памятника — скульптор О. Яковлева, архитектор Ю. Субботин.
В 2005 году ко дню города памятник Г. Пономаренко был перенесен ко входу в Краснодарскую филармонию имени Григория Пономаренко. Памятник стоит на возвышении, на пешеходной части улицы.